# Pedro Font de Mora Jáuregui
Pedro Font de Mora Jáuregui (Barcelona, 7 de setembre de 1851 - València, 10 de febrer de 1938) fou un militar i polític valencià d'origen català, diputat a les Corts espanyoles durant la restauració borbònica.

## Biografia
La seva família era originària de Vila-real, acabalada i amb vincles amb el carlisme. Estudià la carrera militar i arribà a general de cavalleria. El 1891 es casà amb María de la Encarnación Lloréns y Fernández de Córdoba, filla de José Joaquín Lloréns y Bayer, primer marquès de Córdoba.
Milità en el Partit Liberal Fusionista, amb el que fou elegit diputat pel districte de Vinaròs a les eleccions generals espanyoles de 1893 i 1898, aquest cop aliat amb els carlins. Posteriorment es vincularà a la Unió Conservadora de Francisco Silvela.